# Patriarchátu dávno zašlá sláva
Patriarchátu dávno zašlá sláva je román českého spisovatele Pavla Brycze z roku 2003, který byl roku 2004 odměněn Státní cenou za literaturu. Knihu vydalo brněnské nakladatelství Host. Jedná se o groteskní ságu ukrajinské rodiny Berezinků, která opouští zbídačený domov i staré jistoty pravoslaví a vydává se vstříc iluzím i kruté pravdě o životě v západní civilizaci. Děj románu začíná na konci 1. světové války, končí v současnosti a je tvořen kratšími povídkami. Autor se v něm pokouší řešit otázku vykořeněnosti a neschopnosti najít sám sebe a je v něm zobrazena mužská genetika, která ztratila své zázemí.

## Děj
Děj je velice spletitý, dobově ho lze zasadit do dvacátého století, popisuje jeho důležité události z pohledu obyčejných lidí, jejich příběhů. Všechny příběhy a přesto jeden příběh má společný rod Berezinků. Jefim Berezinko je otcem mnoha dětí po celé vesnici Ozero na Ukrajině, jeho nejmladší syn Theodor se ve druhé světové válce potká s Němcem, kterého jeho velitel zabije. Theodor se spojí s jeho ženou a po čase za ní odjede. Má s ní dva syny: Rolanda a Kurta. Roland, který navštěvuje Hitlerjugend, sní o Americe, opovrhuje šumavským pohraničím a jeho obyvateli, těší se na americké hvězdy a spolu s jedním z přátel uprchne. Když překračují hranice, napadne je zneuctít hraniční kámen a pokálí ho. Později je chytnou a za útěk a incident s kamenem se dostanou do lágru.
Rolandův přítel těžkou práci a věznění nepřežije, Roland se po třicítce dostane ven a snaží se navrátit do bohémského života. Potká mladou Květu, která se do něho zamiluje a čeká s ním dítě. Roland nic nemá a rodičům Květy se nelíbí, ale kvůli dítěti svolí ke svatbě a nechají novomanžele bydlet u sebe. Roland začne hodně pít, není dobrým otcem, manželem ani užitečným člověkem. Květa mu porodí dva syny: Kryštofa a Vladimíra. Kryštof je průbojný a chce chránit matku, vždy když na ni opilý otec začne křičet, což je scéna opakující se každou noc po příchodu opilce domů. Kryštof se po smrti své babičky dostane k pistoli, kterou si schovával jeho dědeček. Vezme si ji a nejspíš s ní chce otce jen zastrašit, ale jeho mladší bráška se bojí, aby se z něho nestal vrah. Dává Kryštofovi do pití prášek na spaní, aby se nevzbudil, až otec přijde a spustí obvyklý rachot.
Jednoho rána jeho pistoli hledá, když bratr odejde do školy. Vladimír se lekne, že má bráška pistoli s sebou a raději se svěří učitelce. Škola se však zachová hloupě a vyzve Kryštofa do sborovny, ten utíká ze školy a honí ho policisté, jeden ho zastřelí, protože se bojí, že je chlapcova pistol nabitá, ta však nemá ani náboje a chlapec zemře zbytečně. Matka je zoufalá a začne trávit veškerý volný čas u syna na hřbitově. Otec pije ještě víc a Vladimírek se stane pokrouceným rozklepaným uzlíčkem nervů. Miluje umění, hudbu, tanec a literaturu. Jednou se rozhodne napsat dopis svému strýci Helmutovi z východního Německa, zda by si pro něho nepřijel. Ten přijede, Roland, který se rozhodl léčit, ztropí scénu, přes svou léčbu jde pít a skončí na psychiatrii. Strýček Helmut a krásná tetička Else si chlapce nevzali, ale brzy se pro něho vrátili, otec byl zavřený a matka také, ale uvnitř sebe a zdí hřbitova.
Vladimír se naučil německy a za svůj mužný vzor si zvolil strýčka, který miloval letadla a byl kouzelníkem. Po čase se z východního Německa přestěhovali na západ za Rolandovým mladším bratrem Kurtem, který si tu žil jako král se svou manželkou Lilianou, matkou jejich jediného syna Rolanda, který upsal duši hudbě, ale showbiznis ho tak znechutil, že se zašil s marihuanou na Jamaice. Ve škole se pak spřátelil Vladimír s Yasirou, která utekla s rodiči z Arménie. Ti dva si velice rozuměli a trávili spolu dlouhý čas, Yasira měla všude své dva ochránce – dva bratry, kteří měli chránit její neposkvrněnost, ač byla vdovou (při svatební noci ji postřelil manžel, který se pak sám zastřelil ze zoufalství, že už nemůže fungovat jako muž kvůli zranění, které mu způsobili ve válce), Vladimíra však tolerovali, protože byli přesvědčeni o jeho homosexualitě.
Yasira se toužila stát novinářkou, a tak se po škole jejich cesty rozdělily. Vladimír šel studovat do Čech divadelního scenáristu a ona odletěla do Ameriky. Vladimír nebyl ve škole spokojený a brzy si našel práci. S Yasirou si stále psali, ale jejich cesty se zkřížily, až když Yasira, novinářka National Geographic, objevila v novinách titulek o nejstarším muži světa – Jefimovi Berezinkovi, který ve svých 126 letech pamatoval smrt všech svých dětí a výbuch Černobylu. Yasira se za starcem vydala dělat reportáž a vzala s sebou i Vladimíra, aby napsala o jejich setkání, u mladého muže však již nějaký čas bydlel jeho navrátivší se bratranec Roland, takže jeli všichni tři. Jefim poznal svou krev, Bezinkové byli vždy silní, odolní a bujní, uměli to se ženami a měli hodně potomků. Večer pak poslal své mladé hosty spát, Rolanda si nechal u sebe, ty dva pak poslal spát nahoru samotné a Yasira se poprvé mohla setkat se svým přítelem jako s mužem.

## Přijetí a interpretace
Pavel Janoušek knihu popsal jako syntézu řady tendencí, které byly mezi čtenáři české literatury populární od počátku 90. let a mezi které patří zejména snaha nahlédnout situaci novýma, nezaujatýma očima, například dítěte (jako v románu Hrdý Budžes od Ireny Douskové) nebo zvířete (jako v Bajajově románu Zvlčení), a hledání autenticity mimo českomoravský prostor (jako v románu Paměť mojí babičce Petry Hůlové). Bryczovo rozhodnutí napsat multigenerační román, v němž osobní zkušenosti přerůstají do rozsáhlé kroniky, bylo nicméně v kontextu české prózy neobvyklé.
Erik Gilk upozornil na dlouhý a postupný vznik románu, který se rodil od poloviny 90. let a některé jeho části vyšly původně samostatně. Dílo nazval Bryczovou „modifikací rodinné ságy“. Dílo, rozprostřené přes celý středoevropský prostor a zachycující téměř stoleté období, podle něj nabízí asymetrický způsob vyprávění – zatímco počátku a konci jsou věnovány spíše stručné pasáže, normalizační dvacetiletí je zachyceno do detailu. Významné historické události přitom obvykle zasahují do životů protagonistů a bizarní momenty vznikají kombinací realistické životní pravděpodobnosti a imaginativního bájení.
Kniha byla přeložena do polštiny, v Polsku byla v roce 2008 vydána pod názvem Patriarchatu dawno miniona chwała, a do slovinštiny (Patriarhata davno minula slava).